# Schniewind-Haus-Schwesternschaft
Die Schniewind-Haus-Schwesternschaft ist eine Kommunität, die dem Julius-Schniewindhaus e.V. angeschlossen ist. Diese Einrichtung in Schönebeck (Elbe) ist eine geistliche Einkehr- und Begegnungsstätte und ein Seelsorge- und Tagungsheim in der  Evangelischen Kirche. Die Schwesternschaft des Julius-Schniewind-Hauses ist in das Projekt „Kloster auf Zeit“ der Evangelischen Kirche in Deutschland (EKD) eingebunden. Die Schwesternschaft zählte im Januar 2021 23 Schwestern.

## Geschichte
Die Entstehungswurzel geht auf den Anfang des 20. Jahrhunderts zurück als in Schönberg bei Görlitz die „Annastiftung“ entstand. Diese Stiftung bestand aus einem Kindergarten, einer Kinderkrippe, einem Kinderheim, einem Erholungsheim, einem Altenheim und aus einem  landwirtschaftlichen Betrieb. Aus dieser Einrichtung wurde 1914 von der Vorsteherin der „Annastiftung“, Stephani von Zastrow (1874–1950), eine Diakonissen-Schwesternschaft gegründet. Nach dem Zweiten Weltkrieg wurden die Schwestern vertrieben und fanden 1950 in Sonneberg (Thüringen) eine neue Wirkungsstätte. 1955 bildete sich ein neuer Zweig mit  geistlicher Prägung. Der damalige Pfarrer Bernhard Jansa (1901–1967) und gleichzeitige Rektor der Annastiftung wurde 1957 nach Schönebeck, in das nach Julius Schniewind benannte Haus, berufen. Die neue Schwesterngemeinschaft folgte ihrem geistlichen Rektor und gründete im Julius-Schniewind-Haus ihr neues Mutterhaus. In den nächsten Jahren wuchs die Schwesternschaft auf 60 Schwestern heran und war von Beginn an in den Dienst des Schniewind-Hauses eingebunden.

## Aufgabe und Selbstverständnis
Die Kommunität ist eine Schwesternschaft, die als Lebens- und Dienstgemeinschaft nach den  evangelischen Räten lebt. Ihr Tagesablauf wird durch den Wechsel von Gebet und Arbeit bestimmt. Der Schwerpunkt der Arbeit liegt in der Betreuung der Gäste, dieses geschieht durch Fürbitten, Verkündigung und Seelsorge. Die Tagesarbeit erstreckt sich über das Begegnungszentrum hinaus und umfasst auch die Arbeit in der Kirchengemeinde.

## Aufnahmebedingungen
Während der Zeit des Postulates erlernen die Kandidatinnen das gemeinsame Leben und Arbeiten in der Schwesternschaft. Danach folgt die Aufnahme in die Gemeinschaft, die mit dem Beginn des Noviziats gleichzusetzen ist. Nach mehreren Jahren des gemeinsamen Lebens und der Anerkennung der evangelischen Räte legt die  Novizin ihr Versprechen auf Lebenszeit ab. Hierzu heißt es in den Regeln: 

„Jede einzelne Schwester weiß sich von Jesus berufen zur Gemeinschaft mit dem dreieinigen Gott, zur Gemeinschaft untereinander und zum Dienst an den Menschen. Diese Berufung stellt sich im gemeinsamen Leben dar im Dienst des Gebetes, in Gastfreundschaft, in praktischen Aufgaben, in Seelsorge und Verkündigung und in diakonischen und missionarischen Diensten. Wir sind uns bewusst, dass dies alles nur aus der Führung und Kraft des Heiligen Geistes geschehen kann. Unser Leben und unser gemeinsamer Auftrag sollen uns eins machen mit Jesus, der gebetet hat: "Dein Reich komme! Dein Wille geschehe!" (Mt. 6,10) und "Vater, ich habe ihnen die Herrlichkeit gegeben, die du mir gegeben hast, damit sie eins seien, wie wir eins sind, ich in ihnen und du in mir." (Joh. 17,22-23a). Damit sind wir als Lebenszelle des Leibes Christi in dieser Welt in den Dienst der Einheit gestellt zum Kommen des Himmelreiches.“